# استاکلند
استاکلند (به انگلیسی: Stockland) شرکت املاک و مستغلات استرالیایی است، که در زمینه ساخت و ساز، توسعه و مدیریت انواع ساختمان‌های مسکونی، اداری و تجاری فعالیت می‌نماید.
شرکت استاکلند در سال ۱۹۵۲ تأسیس شد و در حال حاضر دارای ۴۱ مرکز خرید، ۶۵ مجتمع آپارتمانی مسکونی، ۱۶ ساختمان اداری، ۱۳ سایت صنعتی و ۶۲ شهرک مسکونی در شهرهای بزرگ استرالیا می‌باشد.
دفتر مرکزی این شرکت در شهر سیدنی، استرالیا قرار دارد و بخشی از سهام آن در بازار بورس اوراق بهادار استرالیا معامله می‌شود.